# Park Mi-young

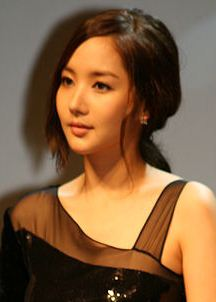
Park Mi-young

Park Mi-Young (Daegu, 17 de novembro de 1981) é uma mesa-tenista sul-coreana.

## Carreira
Park Mi-Young representou seu país nos Jogos Olímpicos de 2008 e 2012, na qual conquistou a medalha de bronze por equipes. 